# Formicivora grisea
El hormiguerito coicorita (Formicivora grisea), también denominado hormiguerito pechinegro (en Colombia), coicorita (en Venezuela), coicorita del sur (en Venezuela) u hormiguerito de pecho negro, es una especie de ave paseriforme de la familia Thamnophilidae perteneciente al género Formicivora. Es nativo del norte y centro oriental de América del Sur.

## Descripción
Mide en promedio 12,7 cm de longitud y pesa 9,4 g. Los machos tienen la espalda y el píleo de color pardo grisáceo, y son de color negro su cara, pecho, vientre, alas y la cola. Presentan una franja blanca que enmarca las zonas negras de cara y pecho. Además tienen dos franjas blancas que cruzan las alas. Las plumas de la cola también tienen las puntas blancas. Las partes superiores de las hembras presentan coloraciones muy similares a las de los machos. En cambio las hembras de las poblaciones sureñas tienen las partes inferiores de color anaranjado y presentan una lista superciliar también naranja. El pico es largo y afilado.

## Distribución y hábitat
Se distribuye de forma disjunta en el este de Colombia, suroeste de Venezuela y noroeste de Brasil; en el escudo guayanés de Guyana, Surinam, Guayana francesa y norte de Brasil; y en una extensa área del norte, centro (al sur hasta Goiás y sur de Mato Grosso) y este (al sur hasta Espírito Santo) de Brasil y extremo noreste de Bolivia.
Esta especie es considerada bastante común en una variedad de hábitats naturales de las regiones tropicales y subtropicales, como bosques secundarios, matorrales y bosques secos, hábitats del cordón litoral, bosques de galería y hasta manglares; en regiones bajas hasta los 1000 m s. n. m. En algunos lugares es sintópico con el hormiguerito dorsirrufo (Formicivora rufa) y con el hormiguerito ventrinegro (Formicivora melanogaster).

## Comportamiento
Recorre la vegetación densa, saltando de forma metódica, mientras mueve la cola abierta para los lados. Suelen encontrarse en parejas territoriales. Siguen bandadas mixtas y ocasionalmente, regueros de hormigas guerreras.

### Alimentación
Se alimentan de pequeños insectos y otros artrópodos que atrapan bajo la hojarasca.

### Reproducción
Las hembras suelen poner dos huevos de color crema con motas violáceas que son incubados por ambos sexos. Los nidos están fabricados con hierbas en forma de cuenco y están colocados en las partes bajas de los árboles o los arbustos. A pesar de la vigilancia y defensa de los padres los nidos son ocasionalmente saqueados por pequeños depredadores, como el tití común Callithrix jacchus.

### Vocalización
Emite un canto penetrante y seco, un «chip» repetido 20 veces o más, a veces variando para un «chidip».

## Estado de conservación
La Unión Internacional para la Conservación de la Naturaleza (IUCN) no considera que esta especie esté amenazada globalmente. Sin embargo su capacidad para resistir la alteración humana de sus hábitats no es muy grande, y en algunas regiones seguir contando con su presencia podría depender de la protección de los hábitats.

## Sistemática

### Descripción original
La especie F. grisea fue descrita por primera vez por el naturalista neerlandés Pieter Boddaert en 1783 bajo el nombre científico Turdus griseus; la localidad tipo es «Cayenne, Guayana francesa».

### Etimología
El nombre genérico femenino «Formicivora» se compone de las palabras del latín «formica» que significa ‘hormiga’ y «vorare» que significa ‘devorar’; y el nombre de la especie «grisea», proviene del latín «griseum» que significa ‘gris’.

### Taxonomía
Estudios morfológicos, de vocalización y moleculares indican que, con excepción de la especie Formicivora iheringi, todas las especies posicionadas en el presente género forman un grupo bien definido. Estudios morfológicos y de vocalización recientes y extensivos sugieren que los parientes más próximos de la presente especie son Formicivora rufa y F. acutirostris; con este último la relación está soportada por estudios genéticos. 
Las diferencias geográficas en la vocalización y notorias diferencias en el plumaje de las hembras sugerían fuertemente que algunas subespecies representaban especies separadas; el grupo politípico de subespecies intermedia, anteriormente incluido en la presente, es considerado en la actualidad como la especie separada Formicivora intermedia por el Congreso Ornitológico Internacional (IOC), como sugerido por Zimmer e Isler (2003), y más recientemente por Clements checklist/eBird; el Comité de Clasificación de Sudamérica (SACC) aguarda una propuesta para analizar. Los amplios estudios genéticos de Harvey et al. (2020) confirmaron la profunda divergencia entre las dos especies.
La subespecie Formicivora grisea deluzae Ménétries, 1835, conocida por un único espécimen de Río de Janeiro (Brasil), es considerada indistinguible de la nominal.

### Subespecies
Según las clasificaciones del IOC y Clements Checklist/eBird se reconocen dos subespecies, con su correspondiente distribución geográfica:
- Formicivora grisea grisea (Boddaert, 1783) - Guyana, costa de Surinam y Guayana francesa, y norte y este de Brasil (cuencas de los ríos Branco, bajo Negro al este hasta Amapá y, al sur del Amazonas, al este desde el Madeira aparte de unos pocos registros dispersos al oeste de aquel, hasta el oeste del Amazonas, y al sur hasta Mato Grosso, Goiás, Bahía y, localmente hasta el este de Minas Gerais y norte de Río de Janeiro.
- Formicivora grisea rufiventris Carriker, 1936 - este de Colombia (Meta y Guainía al sur hasta Caquetá) y el sur de Venezuela (oeste de Amazonas excepto el extremo norte).